# José Macián Pérez
José Macián Pérez (Murcia, 1905-Tarragona, 1983) fue un abogado y político español. Durante la Dictadura franquista ejerció el desempeño de cargos relevantes, como alcalde de Tarragona, director general de regiones devastadas o procurador en las Cortes franquistas.

## Biografía
Nacido en 1905, en Murcia, fue abogado de profesión. Durante la Dictadura de Primo de Rivera militó en Unión Patriótica (UP), Posteriormente militaría en la derechista CEDA, llegando a ejercer como secretario de juzgado en la provincia de Tarragona. Tomó parte en la preparación del golpe de Estado de julio de 1936 que daría lugar al estallido de la Guerra civil. Estaba previsto que tras el triunfo de la sublevación asumiera la alcaldía de Tarragona. Sin embargo, la sublevación fracasó en toda Cataluña y Macián sería detenido por las autoridades, siendo encarcelado en el buque-prisión Uruguay.

### Dictadua franquista
En 1939, al final de la Guerra civil, ingresó en FET y de las JONS. Fue nombrado alcalde de Tarragona, cargo que ejercería entre 1939 y 1943; durante su mandato se realizaron diversas obras públicas en la ciudad, así como de reconstrucción. Posteriormente ocupó el cargo de gobernador civil —y jefe provincial del «Movimiento»— en las provincias de Córdoba, Oviedo y Vizcaya. Durante su etapa con el gobernador civil en Córdoba mantuvo serias diferencias con el periodista Primitivo García Rodríguez, director del diario Córdoba —órgano del «Movimiento»—, diferencias que acabarían saldándose con la destitución de Primitivo García. Siendo gobernador civil de Vizcaya, en 1960 ordenó el derribo de la «Sabin Etxea».
A comienzos de la década de 1950 fue nombrado director general de regiones devastadas, cargo que mantuvo hasta la disolución de este organismo en 1957. También fue procurador en las Cortes franquistas y miembro del Consejo Nacional del Movimiento. Posteriormente ejercería como ministro-letrado del Tribunal de Cuentas.

## Vida privada
Contrajo matrimonio con Olga Sorg Farreró, con quien tuvo tres hijos: Olga, José Óscar y Fernando.

## Reconocimientos
- Medalla de Oro del Mérito Social Penitenciario (1945)[13]
- Gran Cruz de la Orden de San Raimundo de Peñafort (1962)[14]